# Cadillac STS

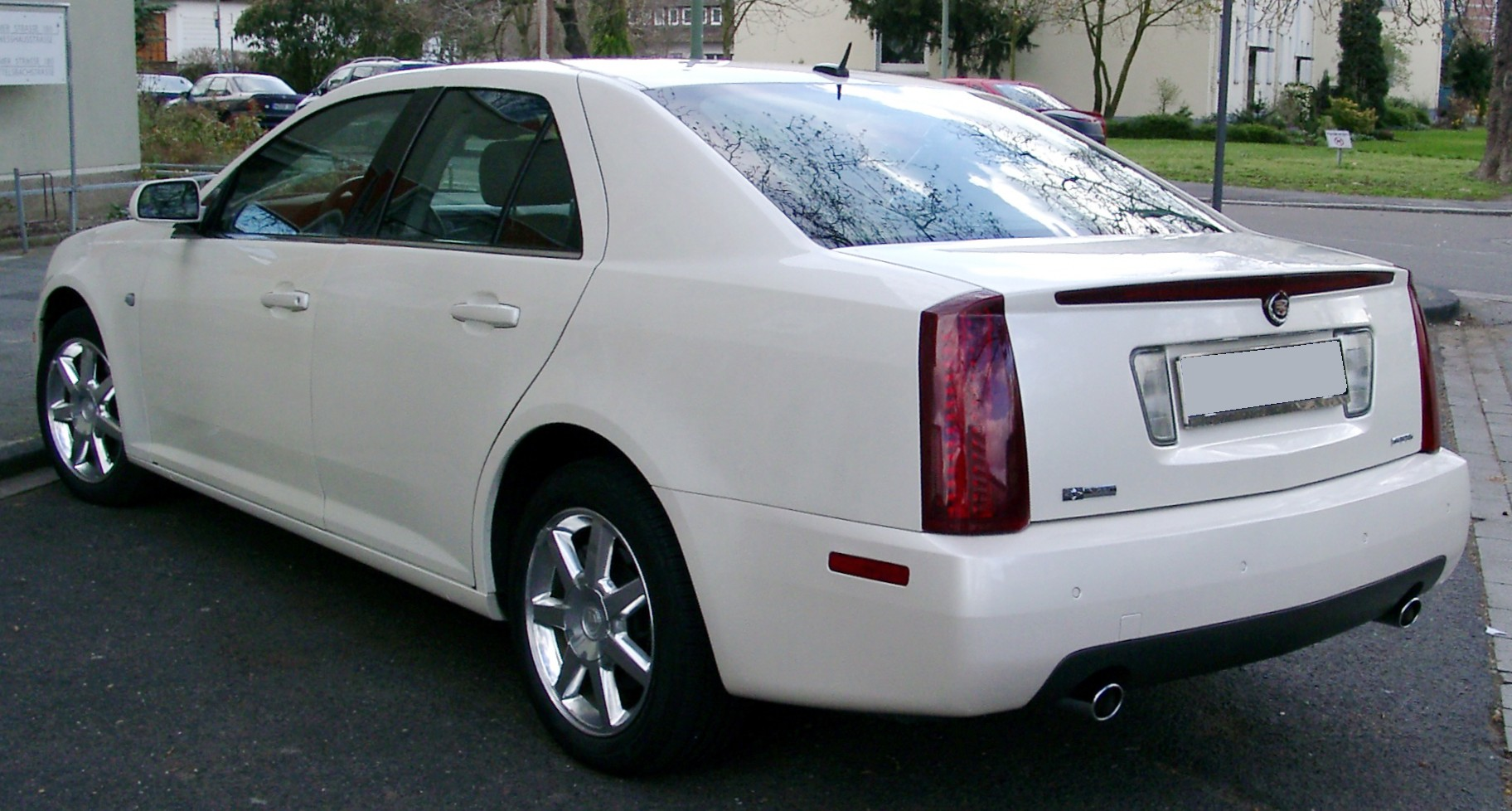
Cadillac STS

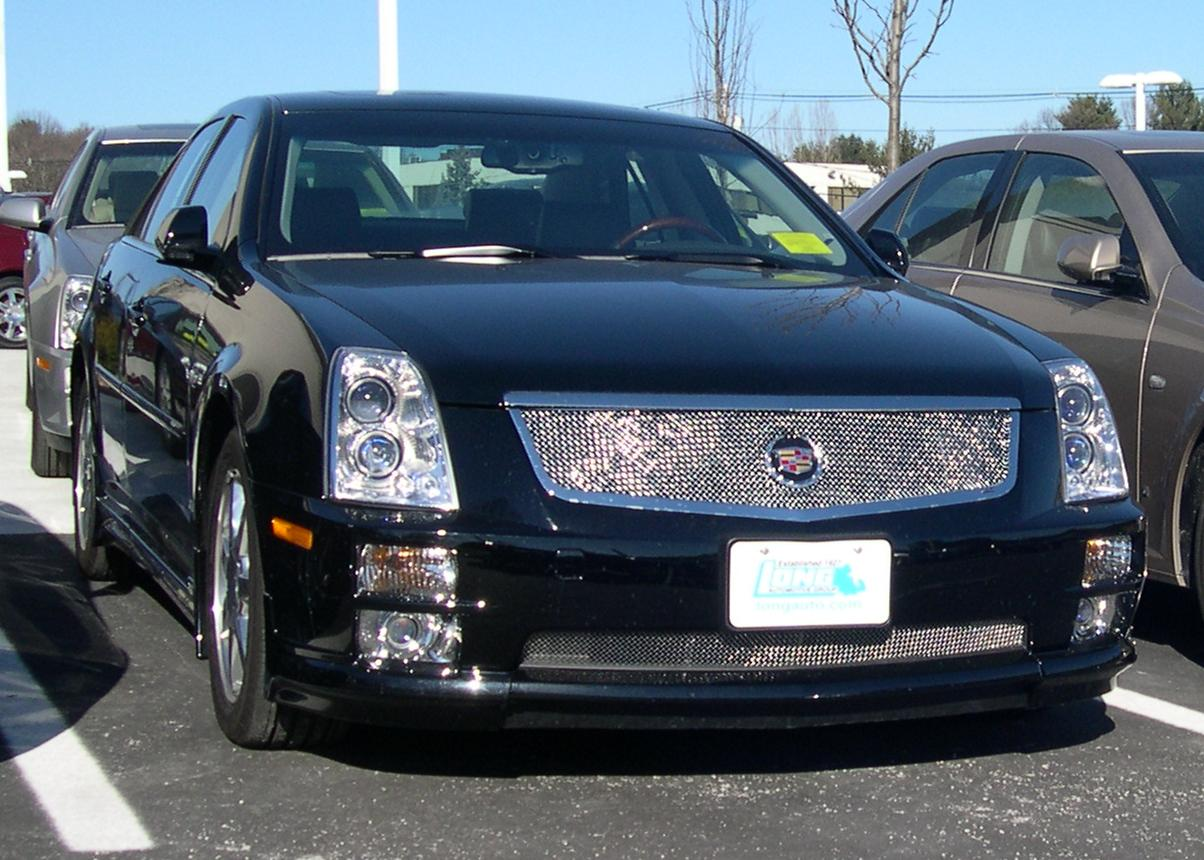
Cadillac STS-V

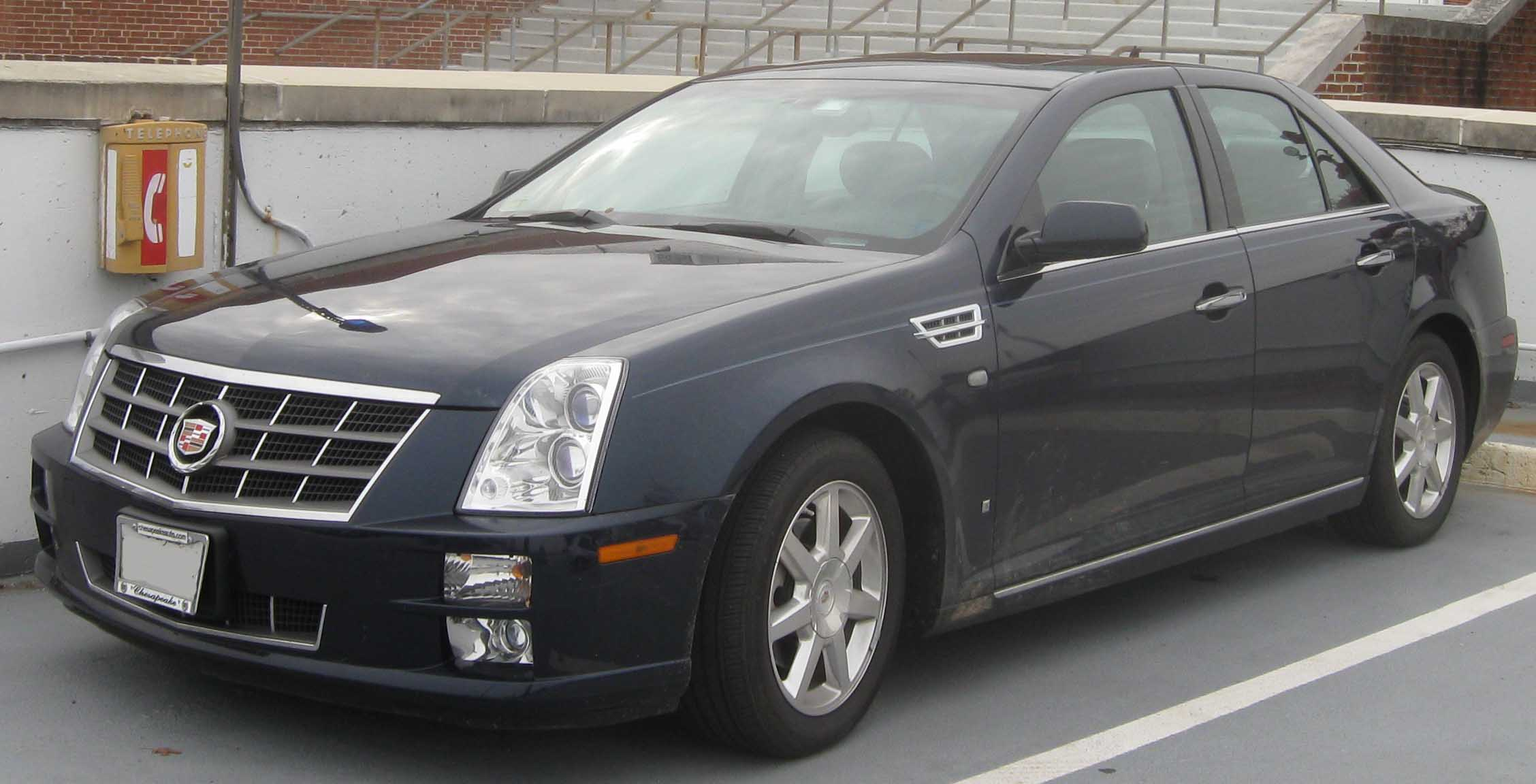
Cadillac STS (2007-2011)

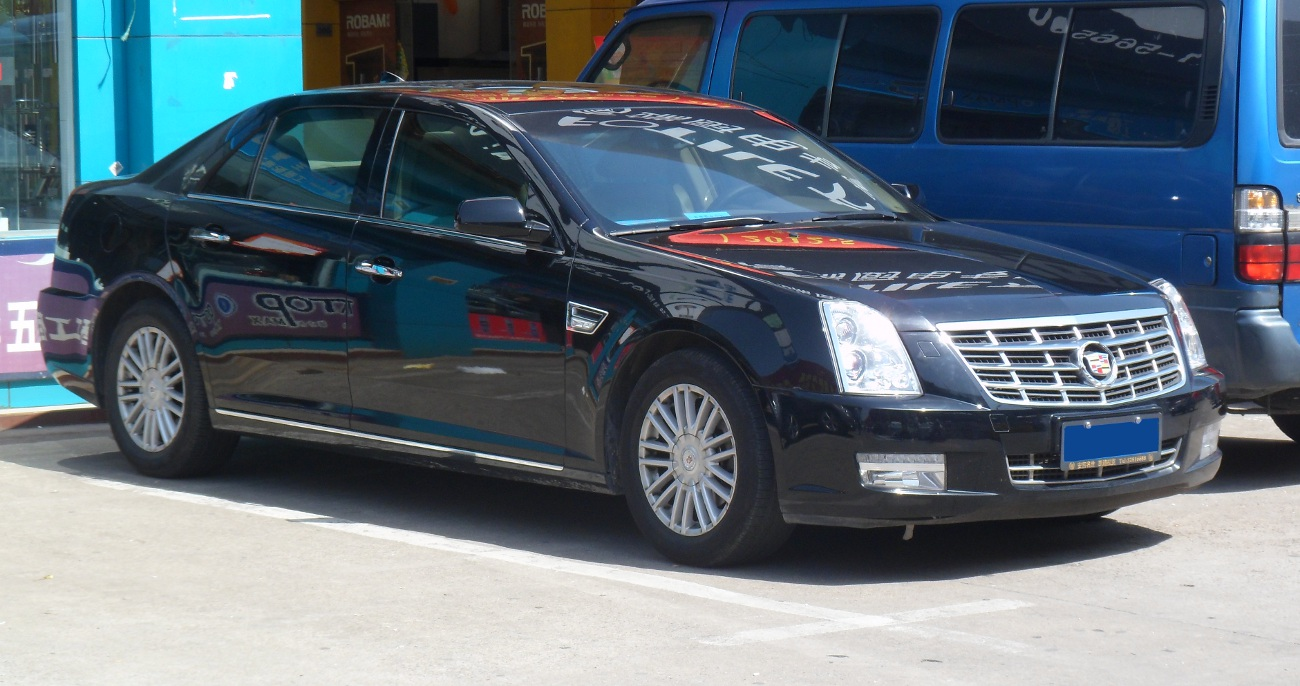
Cadillac SLS (Китай; 2012-2013)

Cadillac STS (Seville Touring Sedan або Touring Sedan S-Series) — середньорозмірний чотирьохдверний седани, що з 2004 по 2011 рік вироблявся компанією Cadillac. 
В Китаї автомобіль продавався до 2013 року, подовжена версія тут продавалась під назвою Cadillac SLS.

## Опис
Автомобіль базується на задньоприводній платформі GM Sigma. Існувала повноприводна версія.
На Детройтському автосалоні 2005 року представлена спортивна версія Cadillac STS-V з надувним двигуном 4.4 л Northstar LC3 V8 supercharged потужністю 469 к.с.

## Двигуни
- 2.0 л LDK I4 (Китай)
- 2.8 л LP1 V6 (Китай)
- 3.0 л SIDI LF1 V6 272 к.с. (Китай)
- 3.6 л High Feature LY7 V6 255 к.с.
- 3.6 л SIDI LLT V6 310 к.с. (Китай)
- 4.4 л Northstar LC3 V8 supercharged 469 к.с. (STS-V)
- 4.6 л Northstar LH2 V8 320 к.с.